# Brice Zimbori
Brice Zimbori (ur. 22 maja 1989 w Bangi) – środkowoafrykański piłkarz grający na pozycji lewego pomocnika. Od 2021 jest zawodnikiem klubu ASDR Fatima.

## Kariera klubowa
Swoją karierę Zimbori rozpoczął w kameruńskim klubie Coton Sport FC de Garoua. W sezonie 2010/2011 zadebiutował w nim w kameruńskiej pierwszej lidze. Zawodnikiem Coton Sport był do 2014 roku. Z klubem tym wywalczył trzy mistrzostwa Kamerunu w sezonach 2010/2011, 2013 i 2014, wicemistrzostwo w sezonie 2011/2012 oraz dwa Puchary Kamerunu w latach 2011 i 2014.
W drugiej połowie 2014 roku Zimbori grał w AS Tempête Mocaf, a w latach 2015-2016 był piłkarzem kongijskiego AC Léopards. W sezonie 2016 wywalczył z nim dublet - mistrzostwo i Puchar Konga. W latach 2018–2019 ponownie był zawodnikiem Coton Sport. W sezonie 2018 został mistrzem, a w sezonie 2019 - wicemistrzem Kamerunu. W 2021 przeszedł do ASDR Fatima.

## Kariera reprezentacyjna
W reprezentacji Republiki Środkowoafrykańskiej Zimbori zadebiutował 26 marca 2011 roku w przegranym 1:2 meczu kwalifikacji do Pucharu Narodów Afryki 2012 z Tanzanią. Od 2011 do 2018 rozegrał w kadrze narodowej 31 meczów i strzelił 2 gole.